# Music and Me
Music & Me es el tercer álbum de estudio del cantante estadounidense Michael Jackson. Fue lanzado el 13 de abril de 1973 por Motown Records. El álbum fue lanzado cuando tenía 14 años de edad. "With a Child's Heart" fue el único sencillo del álbum, originalmente grabado por Stevie Wonder. "Happy" y "Music and Me" son otras dos canciones de gran talento, que muestran la excelente voz de Michael, y que figurarían en otros álbumes recopilatorios de la carrera musical de Michael como en The Best of Michael Jackson en 1975, o en Anthology en 1986, este último, además con canciones de The Jackson 5.
Dado que las ventas no fueron tan buenas como sus dos anteriores álbumes, la Motown decidió centrar la carrera musical de Michael Jackson, con la de sus hermanos en The Jackson 5. Este fue uno de los principales motivos por los que Michael decidió cambiar de compañía discográfica Epic Records, para grabar el álbum en solitario de Off the Wall.

## Antecedentes y producción
El álbum se publicó durante un periodo difícil para Jackson, que tenía 14 años por aquel entonces, ya que había experimentado cambios vocales y se enfrentaba a un panorama musical cambiante. Influido por sus compañeros de la Motown, Marvin Gaye y Stevie Wonder, Jackson quería incluir sus propias composiciones en el álbum, pero la Motown se lo negó. Jackson expresaría más tarde sus frustraciones al respecto a su padre, Joe Jackson, quien posteriormente trabajaría para rescindir el contrato de Michael y sus hermanos con Motown, y negociar lucrativos contratos para ellos con Epic Records.
Como Jackson estaba de gira mundial con sus hermanos como miembro de The Jackson 5, la promoción de este álbum fue limitada. La versión de Stevie Wonder, "With a Child's Heart", se publicó como sencillo en los Estados Unidos, donde alcanzó el número 14 en la lista de R&B Singles de Billboard y el número 50 en la lista de Pop Singles de Billboard. Otras dos canciones ("Music and Me" y "Morning Glow") se publicaron como sencillos en el Reino Unido, pero no llegaron a figurar en las listas. Otro tema, "Too Young", se publicó como sencillo en Italia, mientras que el tema "Happy" fue un sencillo en Australia y "Doggin' Around" fue un sencillo de lanzamiento limitado en los Países Bajos. Diez años después de la publicación de este álbum, "Happy" se publicó como sencillo en el Reino Unido para promocionar el álbum recopilatorio 18 Greatest Hits de Motown. Para las ediciones en disco compacto del álbum, se cambió el texto del mismo y el tono de verde fue más oscuro. A pesar de que en la portada del disco aparece una foto de Jackson rasgando una guitarra acústica, en realidad no toca ningún instrumento en el álbum. 
El álbum fue arreglado por Dave Blumberg, Freddie Perren, Gene Page y James Anthony Carmichael y es el más bajo en ventas del cantante. 

### Seguimiento
Después de este lanzamiento, Motown tardaría dos años en publicar otro álbum de Jackson en solitario, titulado Forever, Michael. Un álbum en solitario grabado por Jackson poco después de Music and Me fue archivado tras el sorprendente éxito del sencillo "Dancing Machine" de The Jackson 5; el álbum sería posteriormente sobregrabado y publicado en 1984 como Farewell My Summer Love, aprovechando el éxito del álbum Thriller. La mezcla original del álbum, junto con sus remezclas de 1984, se publicaría como parte de Hello World: The Motown Solo Collection en 2009.

## Álbum recopilatorio
Music & Me se confunde a veces con un álbum recopilatorio de Michael Jackson del mismo nombre que Motown Records publicó en CD en la década de 1990. Originalmente se publicó en 1982 como Motown Legends: Michael Jackson en vinilo y recibió una edición en los Estados Unidos en 1985 (también en vinilo). La compilación contenía todas las canciones del álbum de 1973 (a excepción de "Doggin' Around"), con varias más de otros álbumes de Jackson. El CD no se editó en los Estados Unidos, pero está disponible como importación.

## Recepción de la crítica
El álbum recibió críticas favorables de los críticos musicales. Ron Wiynn, de AllMusic, escribió que las canciones del álbum "eran poco distinguidas" y que "Jackson sonaba tentativo y desinteresado vocalmente" también escribió que "la producción y los arreglos eran rutinarios en el mejor de los casos, a veces inferiores". En su crítica del álbum para The Village Voice, Robert Christgau escribió que "Michael no es el Donny Osmond negro" ya que tiene "un sentido del ritmo natural, pero es un cantante, no una marioneta" pero terminó diciendo que "si [Jackson es] un verdadero intérprete" no "entiende de dónde vienen las interpretaciones".

## Lista de canciones
| N.º | Título                   | Escritor(es)                                            | Duración |  |
| 1.  | «With a Child's Heart»   | Sylvia Moy, Henry Cosby, Vicki Basemore                 | 3:34     |  |
| 2.  | «Up Again»               | Freddie Perren, Christine Yarian                        | 2:47     |  |
| 3.  | «All the Things You Are» | Oscar Hammerstein II, Jerome Kern                       | 2:55     |  |
| 4.  | «Happy»                  | Michel Legrand, Smokey Robinson                         | 3:19     |  |
| 5.  | «Too Young»              | Sidney Lippman, Sylvia Dee                              | 3:37     |  |
| 6.  | «Doggin' Around»         | Lena Agree                                              | 2:52     |  |
| 7.  | «Johnny Raven»           | Billy Page                                              | 3:31     |  |
| 8.  | «Euphoria»               | Leon Ware, Jacqueline Hilliard                          | 2:48     |  |
| 9.  | «Morning Glow»           | Stephen Schwartz                                        | 3:36     |  |
| 10. | «Music and Me»           | Jerry Marcellino, Mel Larson, Don Fenceton, Mike Cannon | 2:35     |  |